# Begunje
Begunje na Gorenjskem är en by i Radovljica kommun i övre Carniola-regionen i Slovenien. Här finns Elan, ett sportföretag med huvudkontor (skidor, snowboards, sportutrustning, segel- och motorbåts). Ingemar Stenmark hade Elan-skidor och är fortfarande i kontakt med ett företag. Nära byn finns ett känt båtutvecklingsbolag, Seaway, som tillverkar egna båtar (Shipman, Skagen, Greenline) och utvecklar modeller för Bavaria, Jeanneu, Askeladden, Nimbus, OMC och Beneteau.
I byn finns ett slott från 1200-talet och en herrgård från 1500-talet. Det är ett lämpligt ställe för bergsbestigning (berget Begunjscica 2063 m), vandring och bergscykling. Bara 8 km från byn finns en av Sloveniens mest berömda städer, Bled, med sjö och ö i mitten.

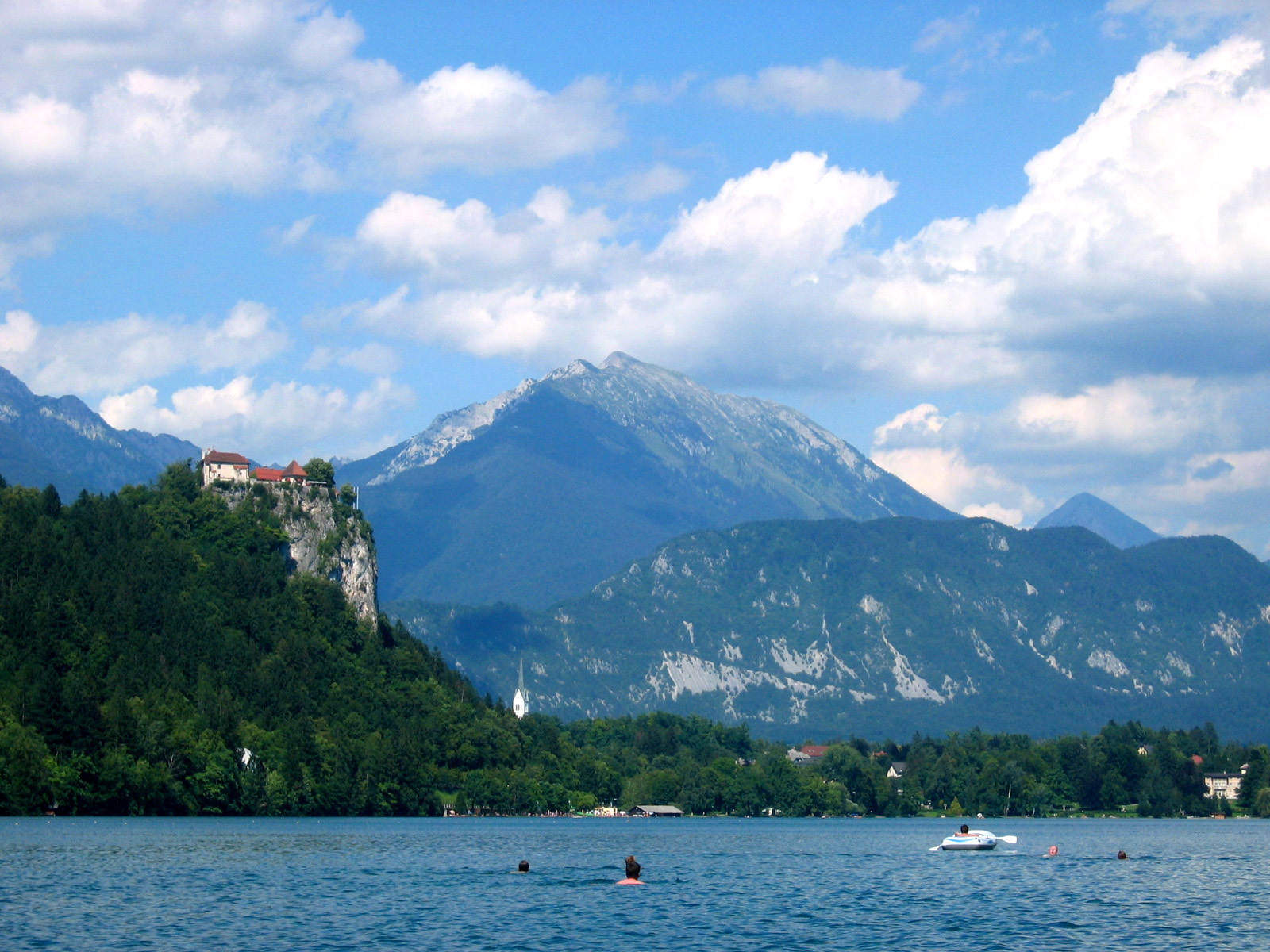
Begunjscica från Bled (Bled slottet till vänster).

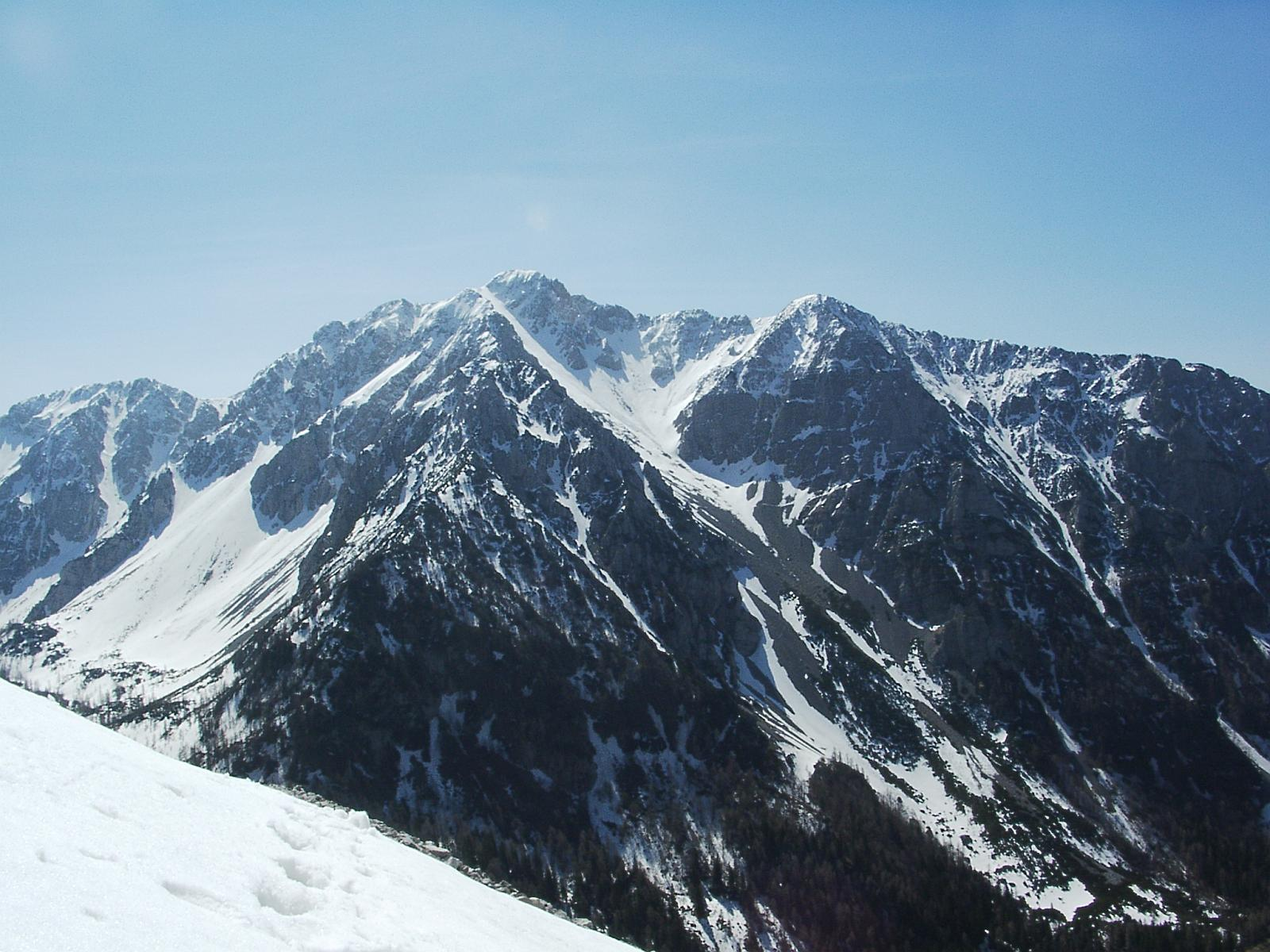
Begunjscica.

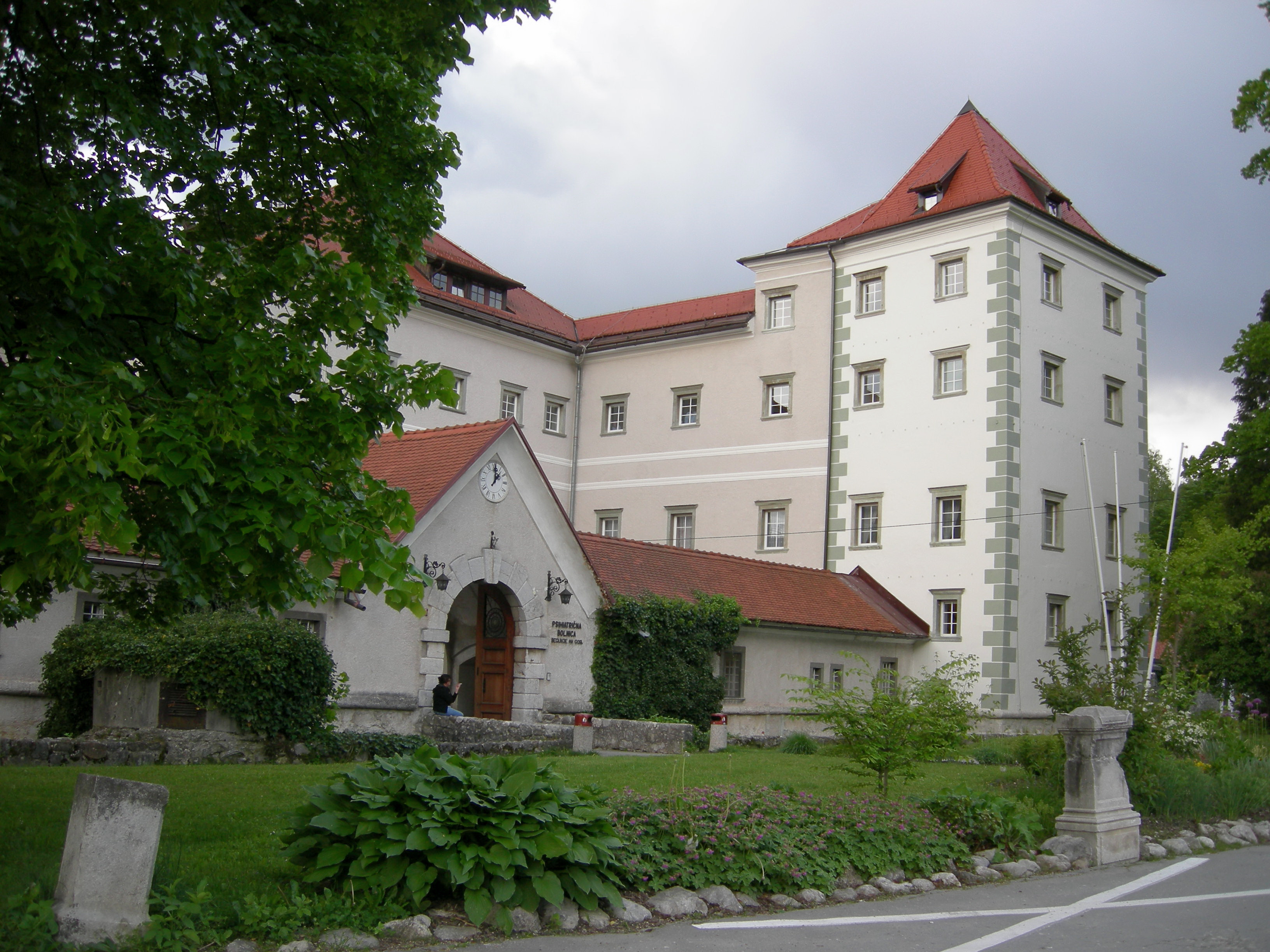
Herrgård Katzenstein.